# Rainer Borkowsky
Rainer Borkowsky (født 19. oktober 1942 i Frankfurt am Main, Tyskland) er en tysk tidligere roer.
Borkowsky vandt som styrmand (sammen med roerne Karl-Heinrich von Groddeck og Horst Arndt) sølv i toer med styrmand ved OL 1956 i Melbourne. Tyskerne blev i finalen kun besejret af den amerikanske båd, der vandt guld, mens Sovjetunionen fik bronze. Han var kun 14 år gammel da medaljen blev vundet, og det var det eneste OL han deltog i.
Borkowsky vandt desuden to EM-guldmedaljer i toer med styrmand, i henholdsvis 1956 og 1957.

## OL-medaljer
- 1956:  Sølv i toer med styrmand